# Eucamenta castanea
Eucamenta castanea är en skalbaggsart som beskrevs av Karl Henrik Boheman 1857. Eucamenta castanea ingår i släktet Eucamenta och familjen Melolonthidae. Inga underarter finns listade i Catalogue of Life.